# Universal Design
Universal Design, deutsch Universelles Design, ist ein internationales Design-Konzept, das Produkte, Geräte, Umgebungen und Systeme derart gestaltet, dass sie für so viele Menschen wie möglich ohne weitere Anpassung oder Spezialisierung nutzbar sind.
Universelles Design besteht dabei aus zwei wesentlichen Komponenten:
1. Das Design der Produkte ist so flexibel, dass es ohne Zusatztechnik oder Anpassung von Menschen mit unterschiedlichen Fähigkeiten in unterschiedlichen Situationen benutzt werden kann.
2. Das Design der Produkte verträgt sich auch mit Unterstützungstechnologie, die von Menschen eingesetzt wird, denen es doch nicht möglich ist, die Produkte direkt zu nutzen.

## Definition
Universelles Design ist der Entwurfsprozess von Produkten (Geräten, Umgebungen, Systemen und Prozessen), die von Menschen der breitestmöglichen Palette unterschiedlichster Fähigkeiten in der breitestmöglichen Palette von Situationen (Umgebungen, Konditionen und Umständen) benutzt werden können.
Universelles Design
- berücksichtigt die Anforderungen und Fähigkeiten aller Nutzer.
- gestattet einer sehr großen Vielfalt von Menschen die erfolgreiche Benutzung (direkt oder mit Unterstützungstechnologie) von Produkten.
- ermöglicht die Benutzung von Produkten in einer sehr großen Variation von Situationen und Umständen.
- fördert Produkte, die flexibel genug sind, den Anforderungen sowohl von neuen als auch von erfahrenen Nutzern gerecht zu werden.
- führt zu Produkten, die für Nutzer generell einfacher zu verstehen und zu benutzen sind.

Universelles Design
- ist kein Produkt oder Ergebnis, sondern ein Prozess. Dieser Prozess führt zu Produkten, die für die größtmögliche Gruppe von Menschen nutzbar und nützlich sind.[2]
- ist kein Trend, sondern ein dauerhaftes, zukunftsorientiertes und ganzheitliches Designkonzept.
- ist ein „gutes Design“, das alle Menschen einbezieht.

Es ist wichtig zu bemerken, dass Universelles Design nicht bedeutet, dass wirklich jeder Mensch unter allen Umständen ein Produkt nutzen kann. Denn es gibt kein Produkt, das die Bedürfnisse von allen Nutzern vollständig erfüllen kann. Aber wenn die Bedürfnisse von so vielen Nutzern wie möglich in den Designprozess einbezogen werden, können Produkte entworfen werden, die von Menschen der breitestmöglichen Palette unterschiedlichster Fähigkeiten in der breitestmöglichen Palette von Situationen benutzt werden können.

## Prinzipien des Universellen Designs
Für das Universelle Design wurden von einer Arbeitsgruppe aus Architekten, Produktdesignern, Ingenieuren und Forschern um den Begründer des Universellen Designs Ronald L. Mace am Center for Universal Design sieben Prinzipien erarbeitet, die als Richtlinien gelten. Denn diese Prinzipien können dazu benutzt werden, vorhandene Produktentwürfe zu bewerten, den Entwurfsprozess anzuleiten und sowohl Designer als auch Verbraucher über die Charakteristiken von einfacher zu nutzenden Produkten weiterzubilden.
Die Prinzipien für Universelles Design umfassen bestimmte Schlüsselelemente, die im Design berücksichtigt werden sollten:

### Prinzip 1: Breite Nutzbarkeit
Das Design ist für Menschen mit unterschiedlichen Fähigkeiten nutzbar und marktfähig.
Richtlinien:
- Für alle Nutzer gleiche Möglichkeiten der Nutzung zur Verfügung stellen: identisch – soweit möglich; gleichwertig – falls dies nicht möglich ist.
- Ausgrenzung oder Stigmatisierung von Nutzern vermeiden.
- Mechanismen zur Erhaltung von Privatsphäre, Sicherheit und sicherer Nutzung müssen für alle Nutzer gleichermaßen verfügbar sein; das Design ist für alle Nutzer ansprechend zu gestalten.

### Prinzip 2: Flexibilität in der Benutzung
Das Design unterstützt eine breite Palette individueller Vorlieben und Möglichkeiten.
Richtlinien:
- Wahlmöglichkeiten der Benutzungsmethoden vorsehen.
- Rechts- oder linkshändigen Zugang und Benutzung unterstützen.
- Die Genauigkeit und Präzision des Nutzers unterstützen.
- Anpassung an die Schnelligkeit des Benutzers vorsehen.

### Prinzip 3: Einfache und intuitive Benutzung
Die Benutzung des Designs ist leicht verständlich, unabhängig von der Erfahrung, dem Wissen, den Sprachfähigkeiten oder der momentanen Konzentration des Nutzers.
Richtlinien:
- Unnötige Komplexität vermeiden.
- Die Erwartungen der Nutzer und ihre Intuition konsequent berücksichtigen.
- Ein breites Spektrum von Lese- und Sprachfähigkeiten unterstützen.
- Informationen entsprechend ihrer Wichtigkeit kennzeichnen.
- Klare Eingabeaufforderungen und Rückmeldungen während und bei der Ausführung vorsehen.

### Prinzip 4: Sensorisch wahrnehmbare Informationen
Das Design stellt dem Benutzer notwendige Informationen effektiv zur Verfügung, unabhängig von der Umgebungssituation oder den sensorischen Fähigkeiten der Benutzer.
Richtlinien:
- Unterschiedliche Modi für die Präsentation sich wiederholender Informationen vorsehen (bildlich, sprachlich, tastbar).
- Angemessene Kontraste zwischen wichtigen Informationen und ihrer Umgebung vorsehen.
- Maximierende Lesbarkeit von wichtigen Informationen zur Verfügung stellen.
- Unterscheiden von Elementen in der Art der Beschreibung (z. B. einfache Möglichkeit nach Anweisungen oder Instruktionen zu geben).
- Vereinbarkeit (Kompatibilität) mit einer Palette von Techniken oder Geräten, die von Menschen mit sensorischen Einschränkungen benutzt werden, vorsehen.

### Prinzip 5: Fehlertoleranz
Das Design minimiert Risiken und die negativen Konsequenzen von zufälligen oder unbeabsichtigten Aktionen.
Richtlinien:
- Arrangieren der Elemente zur Minimierung von Risiken und Fehlern: die meist benutzen Elemente am besten zugänglich; risikobehaftete Elemente vermeiden, isolieren oder abschirmen.
- Warnungen vor Risiken und Fehlern vorsehen.
- Störungs-/ Ausfallsichere Möglichkeiten vorsehen.
- Bei Operationen, die Wachsamkeit verlangen, keine unbewussten Aktionen fördern.

### Prinzip 6: Niedriger körperlicher Aufwand
Das Design kann effizient und komfortabel mit einem Minimum von Ermüdung benutzt werden.
Richtlinien:
- Die Beibehaltung der natürlichen Körperhaltung ermöglichen.
- Angemessene Bedienkräfte verlangen.
- Minimierung sich wiederholender Aktionen.
- Andauernde körperliche Beanspruchung vermeiden.

### Prinzip 7: Größe und Platz für Zugang und Benutzung
Angemessene Größe und Platz für den Zugang, die Erreichbarkeit, die Manipulation und die Benutzung unabhängig von der Größe des Benutzers, seiner Haltung oder Beweglichkeit vorsehen.
Richtlinien:
- Eine klare Sicht auf wichtige Elemente für jeden sitzenden oder stehenden Benutzer vorsehen.
- Eine komfortable Erreichbarkeit aller Komponenten für alle sitzenden oder stehenden Benutzer sicherstellen.
- Unterstützen unterschiedlicher Hand- und Greifgrößen.
- Ausreichend Platz für die Benutzung sonstiger Hilfsmittel oder von Hilfspersonen vorsehen.

### Kategorisierung
Diese sieben Prinzipien des Universellen Designs können wiederum in drei Kategorien eingeordnet werden:
Prinzipien, die sich in erster Linie mit dem Menschen befassen
- Prinzip 3: Einfache und intuitive Benutzung
- Prinzip 4: Sensorisch wahrnehmbare Informationen
- Prinzip 6: Niedriger körperlicher Aufwand

Prinzipien, die sich in erster Linie auf den Prozess beziehen
- Prinzip 2: Flexibilität in der Benutzung
- Prinzip 5: Fehlertoleranz
- Prinzip 7: Größe und Platz für Zugang und Benutzung

Prinzipien, die Mensch und Prozess überschreiten
- Prinzip 1: Breite Nutzbarkeit

## Begriffliche Abgrenzung
Der Begriff „Universelles Design“ wird häufig mit anderen Begriffen, wie z. B. „Design für Alle“ oder Barrierefreiheit, gleichgesetzt und synonym gebraucht. Doch auch wenn sich die Begriffe sehr ähneln, unterscheiden sie sich in ihren Grundgedanken.

### Design für Alle (Design for All)
Während das Universelle Design seinen Ursprung in den USA hat, kommt der Begriff „Design für Alle“ aus Europa. Der Ursprung dieser beiden Konzepte ist sehr wichtig, denn die kulturelle Ausrichtung der Ursprungsländer prägt das Design.
- So gibt es in den USA eine eher homogene Kultur, in der z. B. zugängliche Gebäude und die Erreichbarkeit von Serviceangeboten einheitlich vorgeschrieben und umgesetzt werden. Außerdem haben die USA eine stark ausgeprägte individualistische Tradition, in der der einzelne Mensch und nicht die Gruppe im Mittelpunkt steht.

→ Bei dem Konzept des Universellen Designs kann man daher eine Betonung der individuellen Rechte des Einzelnen feststellen: Jedes Individuum soll befähigt werden, Zugang zu einem Gebäude, einem Service oder einem Produkt zu haben.
- Europa dagegen ist ein vielseitiger Kontinent, auf dem eine historisch gewachsene kulturelle Vielfalt vorherrscht. Europa betont daher sowohl die Einheitlichkeit aller Länder auf dem Kontinent als auch den Erhalt der Unterschiede.

→ Design für Alle als europäische Strategie meint aus diesem Grund, verschiedene Gruppen von Menschen zu integrieren, ohne jedoch eine Einheitlichkeit zu erzwingen.
Dieser Unterschied in den beiden Konzepten spiegelt sich auch in deren Richtlinien wider:
So sind die Prinzipien des Universellen Designs einheitliche Anforderungen für alle Produkte, Service und Umwelten – die europäischen Strategien schlagen dagegen eine Auswahl mehrerer Möglichkeiten vor, wie das Ziel erreicht werden kann.
Außerdem gibt es einen Unterschied, wie diese beiden Konzepte umgesetzt werden. Während in Europa Design für Alle eher als soziales Engagement gilt, steht in der Umsetzung und Vermarktung des Universellen Designs viel mehr der Gewinn im Vordergrund.
| Universelles Design                 | Design für Alle              |
| ----------------------------------- | ---------------------------- |
| USA und Japan                       | Europa                       |
| Einheitlichkeit                     | Vielfalt                     |
| Individuelles Recht des Einzelnen   | Teilhabe an der Gemeinschaft |
| Prinzipien des Universellen Designs | Europäische Strategien       |
| Marktorientierung                   | Soziales Engagement          |

### Zugängliches Design (Accessible design)
Zugängliches Design ist ein Gestaltungskonzept, das seinen Schwerpunkt auf die Ausweitung der Gestaltungsnormen richtet – in dem Sinne, dass Menschen mit Leistungseinschränkungen ein Produkt, ein Gebäude oder eine Dienstleistung ohne weiteres nutzen können.
Der Begriff wird vor allem für Design verwendet, das die individuellen Fähigkeiten eines Menschen berücksichtigt und auch seine Unterstützungstechnologie einbezieht. Produkte, die in einem zugänglichen Design gestaltet sind, können also zusammen bzw. in Ergänzung mit technischen Hilfsmitteln genutzt werden.
In den USA kam „Accessible Design“ in den 1970er Jahren als positiver Begriff für Barrierefreiheit auf, war und ist allerdings sehr stark mit gesetzlichen Vorschriften verbunden. Vor allem muss sich Zugängliches Design an strenge Mindestanforderungen von Zugänglichkeitscodes und Designstandards halten, die sich in erster Linie auf Menschen mit Körperbehinderungen beziehen.

### Barrierefreiheit
Barrierefreiheit verfolgt das Ziel, dass Produkte für alle Menschen in der allgemein üblichen Weise ohne besondere Erschwernis und grundsätzlich ohne fremde Hilfe zugänglich und nutzbar sind.
Während dieses Designkonzept in den Gesetzen und Verordnungen (ausschließlich) für Menschen mit Behinderung angedacht ist, hat sich in der Praxis allerdings eine Verschiebung des Begriffes ergeben: weg von der Bezeichnung hindernisfreier baulicher Gestaltung für Rollstuhlfahrer – hin zur Gestaltung von zugänglichen, erreichbaren und nutzbaren Umgebungen für alle Menschen.
Das bedeutet, dass die Gestaltung barrierefreier Produkte zunehmend den Prinzipien des Universellen Designs nachempfunden wird – und sich auch das Verständnis des Konzeptes an das Universelle Design anpasst.

### Abgrenzung
Im Folgenden werden die wichtigsten Unterscheidungspunkte der Designkonzepte zusammengefasst:
| Zugängliches Design                                | Barrierefreiheit                                   | Design für Alle                                                              | Universelles Design                                                          |
| -------------------------------------------------- | -------------------------------------------------- | ---------------------------------------------------------------------------- | ---------------------------------------------------------------------------- |
| Rechtliche Standards                               | DIN-Normen                                         | Soziales Engagement                                                          | Marktorientierung                                                            |
| nur für Menschen mit Behinderungen                 | ursprünglich für Menschen mit Behinderungen        | für die gesamte, vielfältige Bevölkerung                                     | für die gesamte, vielfältige Bevölkerung                                     |
| Minimallösungen                                    | häufig noch Speziallösungen                        | größere Mission, Wahlmöglichkeiten                                           | größere Mission, Wahlmöglichkeiten                                           |
| keine Garantie für gutes Design                    | keine Garantie für gutes Design                    | Brauchbarkeit, Ästhetik und Nachhaltigkeit werden als Komponenten einbezogen | Brauchbarkeit, Ästhetik und Nachhaltigkeit werden als Komponenten einbezogen |
| begrenztes, festgelegtes Konzept                   | interpretierbares, und somit erweiterbares Konzept | Ideal, ohne vordefiniertes Endstadium                                        | Ideal, ohne vordefiniertes Endstadium                                        |
| Umsetzung wird an Erfüllung der Standards gemessen | Umsetzung wird an DIN-Vorschriften gemessen        | Umsetzung wird an Europäischen Strategien gemessen                           | Umsetzung wird an Erfüllung der Prinzipien gemessen                          |
| reduziert Diskriminierung                          | ermöglicht soziale Teilhabe                        | ermöglicht soziale Teilhabe                                                  | verkörpert individuelles Recht auf Integration                               |

Darüber hinaus liegen in den Konzepten verschiedene Auffassungen von Behinderung vor: Barrierefreiheit und Zugängliches Design basieren eher auf einer personenorientierten und medizinischen Sichtweise von Behinderung. Universelles Design und Design für Alle sehen Behinderung dagegen als „von außen gemacht“, so dass Behinderung je nach Situation jeden Menschen betreffen kann.
|            | Zugängliches Design | Barrierefreiheit | Design für Alle | Universelles Design |              |
| Individuum | ›                   | ›                | ›               | ›                   | Gesellschaft |

## Historische Entwicklung
Der Ursprung des Universellen Designs liegt in den Rehabilitationstechniken der 1950er-Jahre. Da im Zweiten Weltkrieg sehr viele Menschen verwundet wurden und bleibende Schäden behielten, mussten verschiedene „Assistive Technologien“ entwickelt werden.
Der Begriff „Universelles Design“ wurde jedoch erst in den 1980er-Jahren von dem amerikanischen Architekt und Designer Ronald L. Mace und seinen Mitarbeitern am Center for Universal Design der North Carolina State University verwendet. Die Arbeitsgruppe aus Architekten, Ingenieuren und Designern entwickelte sieben Prinzipien für universelles Design mit dem Ziel, Produkte für die größtmögliche Gruppe von Menschen nutzbar zu machen.
In den USA wurden, angestoßen von den Bemühungen des Disability Rights Movements, schon weit früher Gesetze verabschiedet, die dem Universal Design den Weg ebneten:
- 1960: erster ANSI-Standard zur barrierefreien Gestaltung von Gebäuden und baulicher Infrastruktur
- 1968: Architectural Barriers Act
- 1973: Section 504 des Rehabilitation Act
- 1975: Education for Handicapped Children Act (heute: Individuals with Disabilities Education Act (IDEA))
- 1988: Fair Housing Amendments Act
- 1990: Americans with Disabilities Act (ADA)
- 1996: Telecommunications Act
- 1998: Section 508 of the Rehabilitation Act

Auch in Europa entstanden Vereine, die sich mit dem Thema Universal Design auseinandersetzen, wie Universal Design e. V. (Deutschland) oder das Centre for Excellence in Universal Design (Irland). In Norwegen wurde ein Plan of Action for Universal Design ins Leben gerufen. Durch diesen Plan soll der Zugang zu allen wichtigen Bereichen der Gesellschaft für Menschen mit Behinderungen erhöht werden. Dazu zählen neben den öffentlichen Verkehrsmitteln, Gebäuden und Parks, unter anderem auch der IKT-Bereich.
Der Europarat setzt sich in seiner Arbeit ebenfalls für die Umsetzung von Universal Design zur Erreichung der Teilhabe von Menschen mit Behinderungen ein. Schon 2001 wurde gefordert, dass die Prinzipien des Universellen Designs in Lehrpläne von Berufen im Bereich das Bauens (Barrierefreies Bauen) aufgenommen werden sollen. 2007 wurde dann die Umsetzung von Universellem Design empfohlen, um eine vollständige Teilhabe von Menschen mit Behinderung zu ermöglichen.
Die Umsetzung von Universal Design wurde 2007 von den Vereinten Nationen in der Konvention über die Rechte Behinderter Menschen gefordert. Diese Konvention wurde von vielen Ländern wie Deutschland, Belgien, Österreich und Frankreich unterzeichnet.

## Relevanz und Ziele
Universelles Design ist ein Konzept, das zum Ziel hat,
- das Design und die Zusammenarbeit von Umgebungen, Produkten, Kommunikationsformen, Informationstechnologien und Dienstleistungen für jeden Menschen zugänglich und verständlich zu machen.
- Produkte in der Art nutzbar zu machen, dass sie auf die unabhängigste und natürlichste Weise gebraucht werden können und möglichst nicht angepasst oder spezialisiert werden müssen.
- getrennte Lösungen und spezielle Dienstleistungen zu verringern.
- das alltägliche Leben für alle Menschen zu vereinfachen.

Universelles Design ist ein Konzept, das in allen Bereichen der Gesellschaft und des alltäglichen Lebens umgesetzt und zum Standard werden sollte. Dies gilt in besonderem Maße wenn man bedenkt, dass Universelles Design erheblich zu einer wirtschaftlichen und sozialen Nachhaltigkeit von Umwelten, Produkten und Dienstleistungen beitragen kann.
Gerade in Zusammenhang mit der demografischen Entwicklung, sollte die Unterschiedlichkeit der Menschen als Potenzial wahrgenommen werden. Dieses Potenzial soll in Gestaltungsprozesse einbezogen werden, so dass Lebenswelten entstehen, die für Alle nutzbar sind. Universelles Design ist hierfür die ideale Grundlage. Unternehmen und Dienstleister, die das Potential erkennen und die Prinzipien des Universellen Designs in Entwicklungs- und Produktionsprozessen berücksichtigen, können über kurz oder lang eine vorteilhafte wirtschaftliche Position einnehmen. Die Verwirklichung von Universellem Design in konkreten Designprozessen kann somit auch gewinnbringend sein.
Weiterhin ist zu bedenken, dass Lebensläufe und Biographien heutzutage und auch zukünftig keineswegs geradlinig verlaufen. Vielmehr zeigt sich für jeden Einzelnen eine große Bandbreite an Möglichkeiten; nicht nur die Menschen an sich sind unterschiedlich, sondern sie gestalten ihr Leben auch auf höchst unterschiedliche und individuelle Art. Ein und dasselbe Produkt kann damit für verschiedene Menschen unterschiedliche funktionale oder symbolische Zwecke erfüllen. Klassische Konsumentenklassifikationen (Alter, Geschlecht, Herkunft, Bildungsgrad) verlieren damit an Bedeutung; gutes Design muss von nun an innerhalb verschiedener Lebenswelten funktionieren.

## Good-Practice-Beispiele

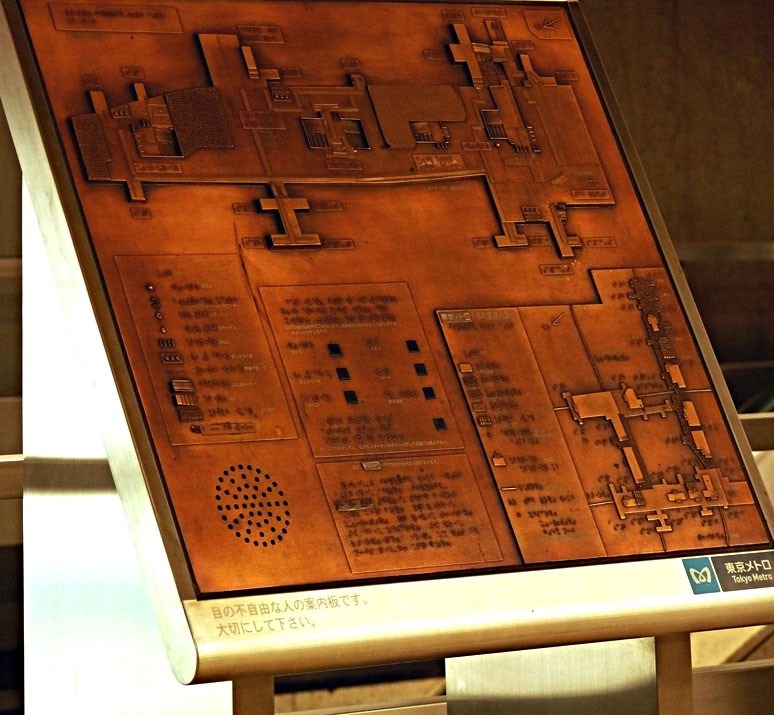
Eine Karte in Universal Design am Ōtemachi-U-Bahnhof in Tokio. Die Tafel hat eine taktil erfassbare Umgebungs-Karte, Braille-Lettern und eine Tonausgabe für sehbehinderte Menschen. Sie ist zugleich elegant und universell gestaltet.

Weil Rahmenbedingungen für die Evaluation von Best Practice in Bezug auf Universelles Design bis dato fehlen, kann Best Practice noch nicht eindeutig definiert werden. Daher wird im Folgenden von „Good Practice“ gesprochen.
„So far, there is a lack of frameworks helping to guide the evaluation, both for quantitative as well as qualitative measurements, of best practise.“
In Anlehnung an die sieben Prinzipien des Universellen Designs, sind folgende Dienstleistungen und Produkte beispielhaft für „Good Practice“ zu nennen:

### Supermarkt der Generationen
Das folgende Beispiel entstammt einem Forschungsbericht des Internationalen Design Zentrums Berlin und macht deutlich, wie eine Dienstleistung im Sinne des Universellen Designs gestaltet werden kann. Der Supermarkt der Generationen (entwickelt von der Edeka Unternehmensgruppe Nordbayern-Sachsen-Thüringen) bietet viele Vorteile für unterschiedlichste Kundengruppen. Grundsätzlich wurde das Konzept für alle Verbraucher entwickelt. Der Supermarkt zeichnet sich vor allem durch folgende Punkte aus:
- Bessere Ausleuchtung der Waren

(Die Prinzipien breite Nutzbarkeit und einfache und intuitive Benutzung werden erfüllt)
- Stärkere Beleuchtung der Verkaufsräume

(Die Prinzipien breite Nutzbarkeit und einfache und intuitive Benutzung werden erfüllt)
- Einrichtung einer Ruhezone: Bank, Wasserspender, Zeitungen

(Das Prinzip niedriger körperlicher Aufwand wird erfüllt)
- Breite Gänge und Kassenzonen

(Das Prinzip Größe und Platz für Zugang und Benutzung wird erfüllt)
- Verminderte Warenplatzierungen in den Gängen

(Das Prinzip Größe und Platz für Zugang und Benutzung wird erfüllt)
- Absenkung der Regalhöhen

(Die Prinzipien breite Nutzbarkeit, einfache und intuitive Benutzung und niedriger körperlicher Aufwand werden erfüllt)
- Große Beschriftungen an den Regalen sowie Leselupen an den Regalen

(Die Prinzipien breite Nutzbarkeit, Flexibilität in der Benutzung und einfache und intuitive Benutzung werden erfüllt)
- Sprechende Waagen

(Die Prinzipien breite Nutzbarkeit und sensorisch wahrnehmbare Informationen werden erfüllt)
- Singlepackungen im Warensortiment

(Das Prinzip Flexibilität in der Benutzung wird erfüllt)
- Serviceknopf zum Rufen des Personals an zentralen Stellen im Laden

(Das Prinzip Fehlertoleranz wird erfüllt)
- Blindenschrift im Eingangsbereich und an den Regalen

(Das Prinzip sensorisch wahrnehmbare Informationen wird erfüllt)
- Blindenleitsystem in den Fluren des Supermarktes

(Das Prinzip sensorisch wahrnehmbare Informationen wird erfüllt).
Es handelt sich hierbei um ein generationsübergreifendes Konzept, das besonders für Senioren, Kunden mit Behinderungen, junge Singles oder Eltern mit kleinen Kindern besondere Vorteile bereithält.

### Waschmaschine „Klassik“ von Miele
Mit der Entwicklung der Waschmaschine „Klassik“ von Miele wurde das Ziel verfolgt, die Wäschepflege für die Nutzer einfacher und komfortabler zu machen. Die Bedienelemente sind klar angeordnet, um eine einfache Handhabung zu gewährleisten. Die Waschmaschine zeichnet sich vor allem durch folgende Punkte aus:
- Funktionen und Programme sind in großer Schrift auf der Bedienblende

(Die Prinzipien breite Nutzbarkeit und einfache und intuitive Benutzung werden erfüllt)
- Leicht erkennbare Darstellung durch zweizeiliges Display

(Die Prinzipien breite Nutzbarkeit und einfache und intuitive Benutzung werden erfüllt)
- Hinterleuchtete Anzeige

(Die Prinzipien breite Nutzbarkeit und einfache und intuitive Benutzung werden erfüllt)
- Verringerte Komplexität: 5 wesentliche Waschprogramme stehen zur Auswahl

(Die Prinzipien breite Nutzbarkeit, einfache und intuitive Benutzung und Fehlertoleranz werden erfüllt)
- Erhöhte Bauweise durch eingebauten Sockel, falls gewünscht

(Die Prinzipien Flexibilität in der Benutzung, niedriger körperlicher Aufwand und Größe und Platz für Zugang und Benutzung werden erfüllt)
- Adaption der Bedienung durch blinde Nutzer möglich

(Die Prinzipien Flexibilität in der Benutzung und sensorisch wahrnehmbare Informationen werden erfüllt)
- Möglichst optimale Handhabung der Maschine durch die Verwendung von gut bedienbaren Tasten und Drehschaltern

(Die Prinzipien breite Nutzbarkeit und einfache und intuitive Benutzung werden erfüllt)
Die Reihe Klassik von Miele wurde 2009 mit dem universal design award 09 sowie mit dem universal consumer favorite 09 ausgezeichnet.

### „Generationenfreundliches Warenhaus“ – Kaufhof im Jahr 2013
Die Warenhauskette Galeria Kaufhof baute Warenhäuser nach Kriterien für das „Qualitätszeichen Generationenfreundliches Einkaufen“ um.
Besonderer Augenmerk wurde dabei darauf gelegt, dass das „Einkaufen für Menschen aller Altersgruppen und für Menschen mit Handicap so angenehm und barrierefrei wie möglich“ zu gestalten.
Dazu zählen unter anderem:
- Eingänge breit und ebenerdig
- Umkleidekabinen mit Haltegriffen, fester Sitzbank
- Einkaufsbegleitung für blinde und sehbehinderte Menschen
- gute Lesbarkeit von Schildern

Kaufhof nahm Produkte, die unter den Gesichtspunkten des „Universal Design“ gestaltet und mehrfach ausgezeichnet wurden, mit ins Sortiment auf. Dazu zählten u. a. Teller mit einem, nicht sichtbar erkennbaren, schrägen Innenboden als Hilfsfunktion, Becher die „so gestaltet sind, dass man den Inhalt ganz austrinken kann, ohne den Kopf in den Nacken legen zu müssen“.

## Schwierigkeiten bei der Umsetzung von Universellem Design
Obwohl die Relevanz von Universellem Design beträchtlich ist, wird das Konzept in gestalterischen Prozessen bisher kaum umgesetzt. Die Gründe hierfür sind vielfältig:
In Deutschland gibt es zwar festgesetzte DIN-Normen bezüglich der barrierefreien Gestaltung von Gebäuden und öffentlichen Räumen, es gibt allerdings keinerlei Richtlinien in Bezug auf die Umsetzung von Universellem Design. Es fehlt also definitiv an einer gesetzlichen Grundlage oder wenigstens festgelegten Standards.
Weiterhin mangelt es an Fachkräften, die in der Lage wären, UD-Produkte zu entwickeln, zu evaluieren und zu verkaufen. Zudem ist das Konzept noch nicht besonders bekannt und spielt damit in der breiten öffentlichen Diskussion noch eine unbedeutende Rolle – auch wenn sich dies in naher Zukunft sicherlich ändern wird.
Auf Seiten der Unternehmen findet sich häufig die Angst, dass UD-Produkte keine finanziellen Gewinne bringen. Diese Angst hängt insbesondere mit der Vorstellung zusammen, dass die Entwicklung von Produkten, die für alle nutzbar sind, mit erheblichen Kosten verbunden ist. Es besteht die Sorge, dass die hohen Produktions- und Entwicklungskosten von den Erträgen aus dem Verkauf der Produkte nicht gedeckt werden können.
Zudem mangelt es an entsprechenden Vorbildern und Vorreitern in diesem Bereich, so dass ein entsprechender Wettbewerb (bisher) nicht zu Stande kommt. Obwohl es zum Thema Universelles Design mittlerweile einige Textbeiträge, Berichterstattungen und wissenschaftliche Studien gibt, fehlt noch eine ernsthafte Auseinandersetzung der Industrie mit diesem Themenbereich.

## Ideen und Handlungsempfehlungen für eine verstärkte Umsetzung

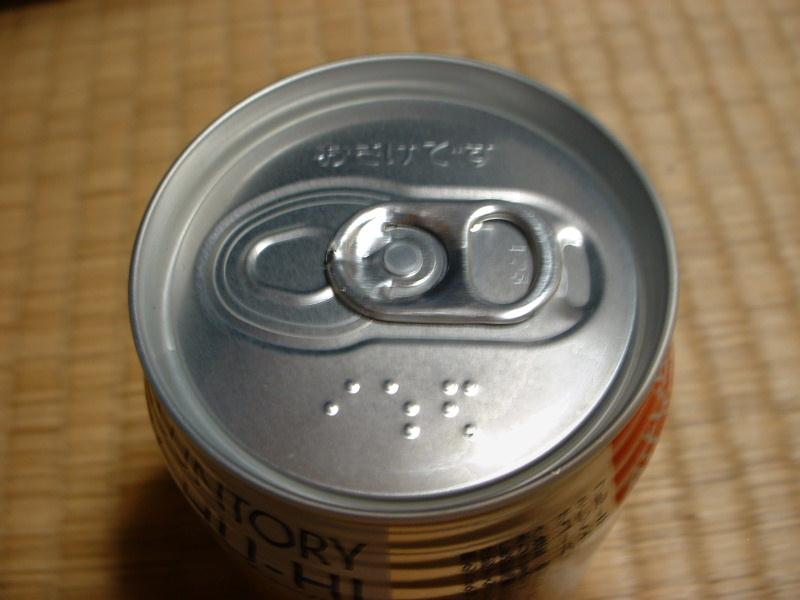
Alltagsbeispiel: Eine Konservendose aus Japan mit Brailleschrift

- Präzisierung von Begriffen und Definitionen

Der Begriff Universelles Design findet noch keine einheitliche Verwendung, vielmehr werden verschiedene Konzepte und Begriffe parallel verwendet. Eine Präzisierung der Begrifflichkeiten und Definitionen wäre wünschenswert, um ein allgemeingültiges Verständnis von Universellem Design möglichst breit in unterschiedlichen Handlungskontexten zu etablieren und die Umsetzung in der Praxis voranzutreiben.
- Entwicklung handlungsleitender Kriterien

Die Formulierung von handlungsleitenden Kriterien für Universelles Design würde dazu beitragen, die konkrete Umsetzung entsprechender Konzepte in der Praxis zu erleichtern.
- Spezifizierung von Nutzereinbindung

Nutzereinbindung liefert bei der Entwicklung neuer Produkte und Dienstleistungen wichtige Hinweise zur optimalen Gestaltung und Handhabbarkeit und hilft dabei, Fehler zu vermeiden. Die Relevanz von Nutzereinbindung muss im Kontext von Universellem Design stärker kommuniziert werden, da sie auf dem Weg zu einem guten Design für Alle unerlässlich ist. Die bisherige Einbindungen von Nutzern erfolgt noch nicht nach einheitlichen Standards; zudem werden unterschiedliche Personengruppen gewählt. Wichtig ist, dass die Unternehmen für die Heterogenität verschiedener Personengruppen sensibilisiert werden, damit auch vermehrt Menschen mit Behinderungen, ältere Menschen oder junge Familien mit Kindern einbezogen werden. Entwicklungen in diesem Bereich sind wünschenswert und voranzutreiben.
- Direkte staatliche Förderungsmöglichkeiten

Im Bereich staatlicher Förderungsmöglichkeiten sind finanzielle Zuschüsse und zinsgünstige Darlehen denkbar, um Projekte und Innovationen im Bereich des Universellen Designs voranzutreiben. Zudem könnten in Ausschreibungen für Projekte direkte Vorgaben gemacht werden, die dem Ansatz des Universellen Designs entsprechen.
- Intensivierung von Kommunikation und Beratung

Neben wissenschaftlichen Veröffentlichungen wären vermehrte Buchpublikationen, Prospekte, Broschüren und Datenbanken im Internet wünschenswert, um Universelles Design bekannter zu machen und auf eine verstärkte Umsetzung hinzuwirken. Auch Ausstellungen und Fachtagungen, bei denen Vertreter aus Forschung und Wissenschaft sowie Wirtschaft und Industrie zusammenkommen, wären hierfür sicherlich hilfreich. Zudem sollten Unternehmen verstärkt dahingehend beraten werden, wie sie die Ergebnisse aus der Forschung konkret bei der Produktentwicklung umsetzen können.
- Förderung von Forschung und Erfahrungsaustausch

Veranstaltungen, Tagungen und Workshops zum Thema Universelles Design könnten dazu beitragen, dass sich die Akteure aus diesem Themenfeld stärker vernetzen. So könnten sowohl bisherige Erfahrungen als auch neue Ideen und Entwicklungen besser kommuniziert werden. Im Zuge kleinerer Veranstaltungen könnten zudem regionale und/oder branchenspezifische Schwerpunkte gesetzt werden. Zudem gilt es, die wissenschaftliche Forschung und Auseinandersetzung mit dem Themenfeld Universelles Design weiter voranzutreiben und in unterschiedlichen Fachbereichen zu etablieren.
- Stärkung von Aus- und Weiterbildung

Es ist von enormer Bedeutung, dass das Thema Universelles Design zu einem festen Bestandteil in den Ausbildungen relevanter Disziplinen wird. Zu nennen wären hier exemplarisch: Sozialwissenschaften, Design, Ingenieurwissenschaften, Informationstechnik, Raum- und Städteplanung, Produktentwicklung, Marketing und Vertrieb.
Um Personen zu qualifizieren, die jetzt schon in den entsprechenden Handlungsfeldern arbeiten, wären Weiterbildungen, Schulungen und Projekte wünschenswert.
- Gesetzliche Vorgaben

Die Umsetzung von Universellem Design könnte durch klare gesetzliche Vorgaben vorangetrieben werden.
- Generationen- und kulturübergreifende Produktgestaltung

Produkte sowie Angebote von Dienstleistungen müssen generationenübergreifend gestaltet werden. Dies bietet eine altersunabhängige und ergonomische Nutzerfreundlichkeit. Durch den kulturellen Aspekt werden individuelle Bedarfe der Nutzer berücksichtigt, so dass Produkte und Dienstleistungen des universellen Designs als kundenorientiert bewertet werden können.
- Öffentlichkeitsarbeit

Damit sich universelles Design in großem Umfang verbreitet, muss Öffentlichkeitsarbeit betrieben werden. Diese dient dazu, ein generelles Bewusstsein, Akzeptanz sowie die Benutzung des universellen Designs durch die gesamte Gesellschaft zu ermöglichen. Beispielsweise könnten Ausstellungen zum Thema angeboten werden.

## Ausbildung und Training
Wie bereits in den Handlungsempfehlungen für eine verstärkte Umsetzung angeklungen, ist es von größter Bedeutung, Experten für Universelles Design auszubilden. Diese sollten in sämtlichen Handlungsfeldern und Lebensbereichen tätig sein, so dass sichergestellt werden kann, dass das Bewusstsein für universelles Design und insbesondere die Anwendung und Umsetzung des Designkonzepts Verbreitung finden.
Um dies zu erreichen, ist es entscheidend,
- das Konzept des Universellen Designs als festen Bestandteil in Ausbildungen und Studiengängen verschiedener Disziplinen zu integrieren und somit grundlegende Kenntnisse und Fähigkeiten umfassend und großflächig zu vermitteln; sowie
- Personen zu qualifizieren, die bereits in entsprechenden Handlungsfeldern arbeiten und die neu erworbenen Kenntnisse und Fähigkeiten in ihren Beruf einbringen können. Hierfür sollten spezifische Ausbildungs- und Trainingsprogramme entwickelt werden.

Doch in Ausbildungen und Studiengängen scheint das Designkonzept bislang keine übergeordnete Rolle zu spielen – was bedauerlich ist, da insbesondere an Universitäten zukünftige Spezialisten gezielt ausgebildet werden könnten.
Erste Bestrebungen existieren lediglich innerhalb des Projektes DfA@eInclusion, in welchem ein Ausbildungskonzept für Design für Alle erarbeitet wurde. In diesem Ausbildungskonzept ist es angedacht, in Bachelor-Studiengängen einen Einführungskurs zum Design anzubieten, während auf Master-Ebene ein eigenständiger Studiengang errichtet werden soll. Ähnliche Programme werden zudem an der Middlesex University, UK sowie der Universität Linz, Österreich realisiert – Programme, die auch für Universelles Design als Vorlage dienen könnten.
Auch im Bereich der Weiterbildungen, Schulungen und Projekte lassen sich lediglich vereinzelte Aktivitäten verzeichnen:
- So wird seit Mai 2009 ein umfassender Workshop des European Committee for Standardization (CEN)[27] zur Weiterbildung von Fachpersonal der Informations- und Kommunikations-Industrie abgehalten. Das „Curriculum for training professionals in Universal Design“[28] qualifiziert Mitarbeiter, Universelles Design in seinen Grundsätzen zu verstehen, Verbesserungspotential bisheriger Produkte zu erkennen sowie das Universelle Design in zukünftigen Produkten anzuwenden.
- Das Forschungsinstitut Technik und Behinderung[29] stellt in seinem Arbeitsbereich Universelles Design für alle Interessierten praktische Richtlinien für universelle Produkteigenschaften[30] zur Verfügung, die eine leichte Anwendung und Umsetzung finden.
- Das Center for Universal Design[31] führt bereits seit mehreren Jahren Kurse, Weiterbildungen und Trainings für verschiedene Interessengruppen durch, bei denen als Kernelement der Ausbildung insbesondere die Selbsterfahrung und Sensibilisierung für verschiedene Nutzerprobleme im Vordergrund stehen. Auf diese Weise sollen die Teilnehmer/Designer zu dem Bewusstsein geführt werden, verschiedene Nutzerbedürfnisse und -erschwernisse in ihren Designentwürfen zu berücksichtigen.[32]

Hingegen existieren wiederum für das Design für Alle Aus- und Weiterbildungskonzepte, die als Vorlage für Universelles Design dienen könnten.
Entscheidend in diesem Ausbildungsprozess ist überdies, an der Schnittstelle zwischen Design und Anwendung auch die End-Nutzer des Universellen Designs einzubeziehen. Diese sollten als Experten in eigener Sache insbesondere dahingehend trainiert und befähigt werden, universelle Produkte zu vergleichen und zu bewerten, konstruktive Kritik zu äußern, sowie Aspekte und Anwendungsschwierigkeiten aufzuspüren, die im Designentwurf nicht berücksichtigt wurden.

## Universal Design for Learning (UDL) in der Hochschullehre
Universal Design for Learning (UDL) bezeichnet Lernen in der Hochschullehre, das einen barrierefreien Zugang zu Lerngegenständen und Lernräumen für alle Lernenden ermöglicht. UDL in der Hochschulbildung begann in den frühen 2000er Jahren, als das ‚Office of Postsecondary Education‘ des US-Bildungsministeriums Zuschüsse für Colleges und Universitäten bereitstellte, um das Konzept in die Hochschulbildung zu bringen.
UDL ist ein (hochschul-)didaktischer Rahmen, der darauf abzielt, integrative und gerechte Lernumgebungen für alle Lernenden zu schaffen, unabhängig von ihren individuellen Fähigkeiten, Lernvorlieben oder Hintergründen. Es basiert auf der Idee, dass es kein einheitliches Angebot für das Lernen geben kann, das für alle Lernenden passt, sondern dass Lernerfahrungen ermöglicht werden sollten, die eine breite Palette von Lernvariablen berücksichtigen. Das Ziel von UDL ist es, Lernbarrieren zu beseitigen und den Lernenden mehrere Wege zu eröffnen, um Zugang zu den Inhalten zu erhalten, sich mit ihnen auseinanderzusetzen und ihr Verständnis für sie zu zeigen. UDL wird von drei Hauptprinzipien geleitet, die oft als die „drei UDL-Prinzipien“ oder „UDL-Richtlinien“ bezeichnet werden: (1) Vielfältige Möglichkeiten der Mitwirkung (engl. ‚Engagement‘), (2) Vielfältige Wege der Darstellung (‚Representation’) und (3) Vielfältige Formen der Handlung und des Ausdrucks (‚Expression‘).

## Nationale und Internationale Projekte
In Deutschland gibt es seit 2008 den „universal design award“. Dieser Preis soll Designer und Hersteller motivieren neue Produkte, Architektur und Dienstleistungen im Bereich des Universellen Designs zu entwickeln. Veranstalter des Awards ist der Verein universal design e. V. Die Auszeichnung der Gewinner universal design awards 2010 findet in Hannover auf der CeBIT 2010 statt. 2009 wurde von diesem Veranstalter, im Rahmen der Weimarer Erklärung, erstmals der universal design company award verliehen. Dieser Preis zeichnet Unternehmen aus die nicht nur die oben beschriebenen Entwicklungen vorantreiben, sondern sich auch nachhaltig und sozial engagiert zeigen.
Ein weiteres Projekt entstand in Kooperation zwischen universal design e. V. und dem Lehrstuhls für Industrial Design der Technischen Universität München. Thema des Forschungsprojekts war „Universal Design im globalen demografischen Wandel“. Ziel dieser Kooperation war es, die unterschiedlichen Begriffe von Universellem Design auf nationaler und internationaler Ebene zu erforschen und auf dieser Ebene Produkte zu gestalten, die generationsübergreifend Anwendung finden.
Eine andere Herangehensweise wird im Projekt des Fraunhofer inHaus-Zentrums gewählt. In diesem Zentrum werden Räume und Gebäude mit dem Ziel entwickelt, Wirtschaftlichkeit und Nutzereffizienz zu steigern. Dabei werden besonders Themen wie Energieeffizienz, Sicherheit und Umweltschutz mit einbezogen. Speziell für einen Mehrgenerationenhaushalt wurden ein Badezimmer und ein Schlafzimmer entwickelt. In diesen werden Möbelstücke mit unterschiedlichsten Sensortechnologien, Robotik, Kommunikations- und Informationstechnologien verbunden. Ein Beispiel ist der Badezimmerspiegel, durch diesen können unterschiedlich Informationen angezeigt werden, wie die Zeit für das Zähneputzen, das Wetter oder die Medikamenteneinnahme. Die Technologien können an die Bedürfnisse der Nutzer angepasst werden.
Auch auf internationaler Ebene finden Projekte zum Thema Universelles Design statt. In vielen Ländern, wie Irland, Japan und den skandinavischen Ländern, wurden Behörden zu diesem Themenschwerpunkt eingerichtet. Besonders in Japan ist das Universelle Design schon weit fortgeschritten. 2010 fand in Hamamatsu die dritte Konferenz für Universelles Design statt. Im Mittelpunkt dieser Konferenz stand die Frage, wie die Kommunikation zwischen Nutzern und Hersteller gefördert werden kann, um ein Universelles Design für alle zu entwickeln.
Eine weitere Konferenz fand 2010 an der Universität von Oslo statt. Veranstalter war das National Network for Universal ICT. Themenschwerpunkte dieser Konferenz waren universelle Technologien, Zugänglichkeit von Kommunikationstechniken, Entwicklung von universellem Design, politische Umsetzung, Standards und Richtlinien und Umsetzung und Akzeptanz von universellem Design in Gebäuden.

## Richtlinien und Standards für Universelles Design
Für den Bereich Universelles Design wurden noch keine grundlegenden Gesetze verabschiedet. Es können jedoch folgende Dokumente als Richtlinien zur Umsetzung von Universellem Design genutzt werden:
- UN-Konvention[37]

Artikel 2: „Bestimmungen“
- ISO Guide 71[38]

Richtlinien für Standards zur Berücksichtigung der Bedürfnisse von älteren Menschen und Menschen mit Behinderung
- European Concept for Accessibility (ECA)[39]

Verbesserung von öffentlichen Behörden und Verwaltungen
- BITV[40]

Barrierefreie-Informationstechnik-Verordnung: Verordnung zur Schaffung barrierefreier Informationstechnik nach dem Behindertengleichstellungsgesetz
- DIN 18024 Teil 1 und 2

Barrierefreie Bauen:Anforderungen für Straßen, Plätze, Wege, öffentliche Verkehrs- und Grünanlagen sowie Spielplätze
Barrierefrei Bauen: Anforderungen für öffentlich zugängige Gebäude und Arbeitsstätten
- DIN 18025 Teil 1 und 2

Wohnungen für Rollstuhlfahrer
Barrierefreie Wohnungen
- DIN EN ISO 13407[41]

Benutzerorientierte Gestaltung interaktiver Systeme
- DIN EN ISO 18529[42]

Ergonomie der Mensch-System-Interaktion – auf den Menschen bezogene Beschreibungen des Lebenswegprozesses